# Lista das maiores torcidas de futebol do Brasil
Há várias listas das maiores torcidas de futebol do Brasil conhecidas. Aqui estão listadas algumas delas, cujos resultados variam conforme o instituto de pesquisa e suas metodologias, incluindo as margens de erro, item fundamental para se entender os resultados, o público do universo da pesquisa (adultos, crianças, população do estado em que o clube está sediado, fora dele, do país todo) e o ano de realização das abordagens aos entrevistados.

## AtlasIntel
Pesquisa instituto AtlasIntel, ao todo, foram computadas 7.374 respostas entre os dias 1 e 5 de agosto de 2024.
As cinco maiores torcidas do Brasil permanecem as mesmas: Flamengo, Corinthians, Palmeiras, São Paulo, e Vasco da Gama fecham o top 5. 
A margem de erro da pesquisa é de 1% para mais ou para menos.  
As informações foram coletadas através de recrutamento digital. Foi a segunda vez que a empresa especializada em políticas públicas realizou pesquisa sobre torcida. O método - conhecido como RDR (Recrutamento Digital Randômico) - foi desenvolvido pelo AtlasIntel para calibrar as chamadas "amostras robustas", para assegurar retratos representativos da população alvo - ou seja, a calibragem buscava atingir principalmente pessoas interessadas em futebol que navegavam na internet.
De acordo com o instituto de pesquisa, este método tem duas vantagens: contempla diversas fontes de vieses e lida com a possível super ou sub-representação de grupos demográficos. 
A outra é que evita possível impacto psicológico da resposta ao pesquisador nas ruas ou em residências. O AtlasIntel acredita que a pessoa consultada pode responder em condições completamente anônimas e sem receio de causar impressão negativa para o entrevistador ou para pessoas que possam estar ouvindo as respostas. 
| Pos. | Clube                | Torcida (%) | Torcida (numericamente) |
| ---- | -------------------- | ----------- | ----------------------- |
| 1º   | Flamengo             | 20,1%       | 43,2 milhões            |
| 2º   | Corinthians          | 14,5%       | 31,1 milhões            |
| 3º   | Palmeiras            | 7,6%        | 16,3 milhões            |
| 4º   | São Paulo            | 7%          | 15 milhões              |
| 5º   | Vasco da Gama        | 6,6%        | 14,1 milhões            |
| 6º   | Cruzeiro             | 5,4%        | 11,6 milhões            |
| 7º   | Grêmio               | 4,6%        | 9,9 milhões             |
| 8º   | Atlético Mineiro     | 4%          | 8,6 milhões             |
| 9º   | Santos               | 3,8%        | 8,1 milhões             |
| 10º  | Botafogo             | 2,9%        | 6,2 milhões             |
| 10º  | Internacional        | 2,9%        | 6,2 milhões             |
| 12º  | Bahia                | 2,8%        | 6 milhões               |
| 12º  | Fluminense           | 2,8%        | 6 milhões               |
| 14º  | Sport                | 2,2%        | 4,2 milhões             |
| 15º  | Vitória              | 1,9%        | 3,9 milhões             |
| 16º  | Ceará                | 1,6%        | 3,4 milhões             |
| 16º  | Fortaleza            | 1,6%        | 3,4 milhões             |
| 18º  | ABC                  | 0,7%        | 1,5 milhão              |
| 18º  | Athletico Paranaense | 0,7%        | 1,5 milhão              |
| 18º  | Avaí                 | 0,7%        | 1 5 milhão              |
| 18º  | Remo                 | 0,7%        | 1,5 milhão              |
| 22º  | Paysandu             | 0,6%        | 1,3 milhão              |
| 23º  | América Mineiro      | 0,5%        | 1 milhão                |
| 23º  | Chapecoense          | 0,5%        | 1 milhão                |
| 25º  | América-RN           | 0,4%        | 0,8 milhão              |
| 25º  | Coritiba             | 0,4%        | 0,8 milhão              |
| 27º  | CRB                  | 0,3%        | 0,6 milhão              |
| 27º  | Figueirense          | 0,3%        | 0,6 milhão              |
| 29º  | Botafogo-SP          | 0,2%        | 0,4 milhão              |
| 29º  | Cuiabá               | 0,2%        | 0,4 milhão              |
| 29º  | Náutico              | 0,2%        | 0,4 milhão              |
| 32º  | Atlético-GO          | 0,1%        | 0,2 milhão              |
| 32º  | Botafogo-PB          | 0,1%        | 0,2 milhão              |
| 32º  | Bragantino           | 0,1%        | 0,2 milhão              |
| 32º  | Criciúma             | 0,1%        | 0,2 milhão              |
| 32º  | Goiás                | 0,1%        | 0,2 milhão              |
| 32º  | Ituano               | 0,1%        | 0,2 milhão              |
| 32º  | Juventude            | 0,1%        | 0,2 milhão              |
| 32º  | Vila Nova-GO         | 0,1%        | 0,2 milhão              |

- Margem de erro de 1,0  p.p. (geral)

## CNN Esportes/Itatiaia/Quaest
Pesquisa foi encomendada pelo canal de televisão CNN Brasil e pela Rádio Itatiaia e realizada pela Quaest. Flamengo, Corinthians, Palmeiras, São Paulo e Vasco da Gama integram o ranking das 5 maiores torcidas do Brasil.
A pesquisa intitulada "O Maior Raio-X do Torcedor" ouviu 6.373 pessoas no total, sendo 5.023 entrevistas aprofundadas com torcedores de 278 cidades. Dos entrevistados, 714 são crianças de 7 a 15 anos. A coleta foi realizada entre 27 de abril e 1º de maio de 2024, por meio de entrevistas face a face com questionários estruturados.
A margem de erro da pesquisa é de 1,4 ponto percentual para mais ou para menos. O nível de confiabilidade é de 95%
| Pos. | Clube                | Torcida (%) |
| ---- | -------------------- | ----------- |
| 1º   | Flamengo             | 25%         |
| 2º   | Corinthians          | 17%         |
| 3º   | Palmeiras            | 10%         |
| 4º   | São Paulo            | 9%          |
| 5º   | Vasco da Gama        | 5%          |
| 6º   | Atlético Mineiro     | 4%          |
| 7º   | Cruzeiro             | 4%          |
| 8º   | Grêmio               | 4%          |
| 9º   | Internacional        | 3%          |
| 10º  | Santos               | 3%          |
| 11º  | Bahia                | 2%          |
| 12º  | Botafogo             | 2%          |
| 13º  | Sport Club do Recife | 2%          |
| 14º  | Vitória              | 1%          |

- Margem de erro de 1,4  p.p. (geral)

## Datafolha
Em pesquisa realizada pelo instituto Datafolha no dia 29 e 30 de agosto de 2019 e publicada em 17 de setembro de 2019, foram entrevistadas 2 878 pessoas em 175 municípios brasileiros. Na pesquisa realizada nos dia 29 e 30 de janeiro de 2018 e publicada em 13 de abril de 2018, foram entrevistadas 2 826 pessoas em 174 municípios brasileiros. Na pesquisa realizada nos dia 3 e 5 de junho de 2014, foram entrevistadas 4 337 pessoas em 207 municípios brasileiros. Em outra realizada no dia 13 de dezembro de 2012 e publicada em 15 de dezembro de 2012, foram entrevistadas 2 588 pessoas em 160 municípios brasileiros. Na pesquisa feita entre os dias 15 e 16 de abril de 2010 e publicada em 26 de abril de 2010, 11 258 pessoas do país inteiro foram entrevistadas. Na pesquisa realizada entre os dias 14 de dezembro e 18 de dezembro de 2009 e publicada em 4 de janeiro de 2010, 11 258 pessoas do país inteiro foram entrevistadas. A primeira pesquisa datafolha sobre torcidas foi divulgada em dezembro de 1993. Todas as pesquisas foram realizadas com pessoas com mais de 16 anos e com margem de erro de 2,0 p.p., quase todas sem a divulgação das casas decimais.
Na tabela abaixo, a posição apresentada é referente aos resultados da pesquisa mais recente do instituto.
| Pos. | Clube              | 2023 | 2019  | 2018  | 2014 | 2014       | 2012   | 2010 | 2009 | 1993 | média |
| ---- | ------------------ | ---- | ----- | ----- | ---- | ---------- | ------ | ---- | ---- | ---- | ----- |
| 1º   | Flamengo           | 21%  | 20,2% | 18,0% | 18%  | 36.475.157 | 16,27% | 17%  | 19%  | 17%  | 18,3% |
| 2º   | Corinthians        | 15%  | 14,1% | 14,1% | 14%  | 28.369.574 | 15,56% | 14%  | 13%  | 10%  | 13,7% |
| 3º   | São Paulo          | 7%   | 7,8%  | 7,9%  | 8%   | 16.211.185 | 8,77%  | 8%   | 8%   | 7%   | 7,8%  |
| 4º   | Palmeiras          | 7%   | 5,5%  | 5,8%  | 6%   | 12.158.389 | 6,77%  | 6%   | 7%   | 5%   | 6,1%  |
| 5º   | Vasco              | 4%   | 4,0%  | 4,2%  | 5%   | 10.631.991 | 4,57%  | 4%   | 5%   | 4%   | 4,3%  |
| 6º   | Cruzeiro           | 4%   | 3,6%  | 3,7%  | 3%   | 6.379.194  | 3,24%  | 3%   | 4%   | 3%   | 3,4%  |
| 6º   | Grêmio             | 4%   | 3,5%  | 3,3%  | 4%   | 8.105.592  | 4,10%  | 3%   | 3%   | 3%   | 3,4%  |
| 8º   | Santos             | 3%   | 2,7%  | 2,8%  | 3%   | 6.079.194  | 2,94%  | 2%   | 2%   | 3%   | 2,6%  |
| 9º   | Internacional      | 2%   | 2,8%  | 2,8%  | 3%   | 6.089.194  | 2,04%  | 3%   | 3%   | 3%   | 2,7%  |
| 9º   | Atlético Mineiro   | 2%   | 2,3%  | 2,5%  | 2%   | 4.352.766  | 1,88%  | 2%   | 2%   | 2%   | 2,0%  |
| 9º   | Botafogo           | 2%   | 1,3%  | 1,4%  | 2%   | 4.052.796  | 1,53%  | 1%   | 2%   | 2%   | 1,6%  |
| 9º   | Bahia              | 2%   | 1,3%  | 1,5%  | 1%   | 2.026.398  | 1,18%  | 1%   | 1%   | 1%   | 1,2%  |
| 13º  | Fluminense         | 1%   | 1,3%  | 1,2%  | 2%   | 4.052.796  | 1,46%  | 1%   | 1%   | 2%   | 1,1%  |
| 13º  | Sport              | 1%   | 1,1%  | –     | <1%  | <2.026.398 | –      | –    | –    | 1%   | 0,5%  |
| 13º  | Vitória            | 1%   | 0,6%  | 1%    | 1%   | 2.026.398  | 1,11%  | 1%   | 1%   | –    | 0,8%  |
| 13º  | Fortaleza          | 1%   | 0,6%  | –     | –    | –          | –      | –    | –    | –    | 0,2%  |
| 13º  | Seleção Brasileira | 1%   | 1,9%  | –     | <1%  | <2.026.398 | –      | –    | 2%   | 2%   | 0,9%  |
|      | Santa Cruz         | -    | 0,6%  | –     | –    | –          | –      | –    | –    | 1%   | 0,2%  |
|      | Ceará              | -    | 0,5%  | –     | –    | –          | –      | –    | –    | 1%   | 0,1%  |
| –    | Portuguesa         | -    | –     | –     | <1%  | <2.026.398 | 0,51%  | –    | –    | –    | -     |
|      | Outros             |      | 2,6%  | 8%    | 6%   | 6%         | 5%     | –    | –    | –    | -     |
|      | Nenhum             | 19%  | 21,7% | 22%   | –    | –          | 23%    | 25%  | 23%  | 27%  | 20,0% |

### Entre crianças
Pesquisa do instituto Datafolha realizada em 31 de julho de 2008 uma pesquisa com 852 crianças de quatro a doze anos de idade de todo o país. A margem de erro é de 3,0 p.p.
| Pos. | Clube            | Torcida |
| ---- | ---------------- | ------- |
| 1º   | Flamengo         | 23%     |
| 2º   | São Paulo        | 11%     |
| 3º   | Corinthians      | 10%     |
| 4º   | Vasco da Gama    | 5%      |
|      | Palmeiras        | 5%      |
|      | Grêmio           | 5%      |
| 7º   | Cruzeiro         | 3%      |
| 9º   | Atlético Mineiro | 2%      |
|      | Botafogo         | 2%      |
|      | Paysandu         | 2%      |
|      | Santos           | 2%      |
| 13º  | Coritiba         | 1%      |
|      | Fluminense       | 1%      |
|      | Internacional    | 1%      |
|      | Remo             | 1%      |
|      | Sport            | 1%      |
|      | Santa Cruz       | 1%      |
|      | Nenhum           | 14%     |

## O Globo/Ipec

### 2022
Pesquisa realizada pelo instituto Ipec em parceria com o jornal O Globo, foram entrevistadas 2 mil pessoas a partir de 16 anos de idade em 126 municípios brasileiros.
| Pos. | Clube                | Torcida (%) | Torcida (numericamente) |
| ---- | -------------------- | ----------- | ----------------------- |
| 1º   | Flamengo             | 21,8%       | 46,50 milhões           |
| 2º   | Corinthians          | 15,5%       | 33,06 milhões           |
| 3º   | Palmeiras            | 8,2%        | 21,49 milhões           |
| 4º   | São Paulo            | 7.4%        | 15,78 milhões           |
| 5º   | Vasco                | 4,2%        | 10,95 milhões           |
| 6º   | Grêmio               | 3,2%        | 9,82 milhões            |
| 7º   | Cruzeiro             | 3,1%        | 9,61 milhões            |
| 8º   | Internacional        | 2,2%        | 7,69 milhões            |
| 9º   | Santos               | 2,2%        | 6,69 milhões            |
| 10º  | Atlético Mineiro     | 2,1%        | 6,47 milhões            |
| 11º  | Bahia                | 1,7%        | 3,62 milhões            |
| 12º  | Botafogo             | 1,3%        | 2,77 milhões            |
| 13º  | Fortaleza            | 1,3%        | 2,77 milhões            |
| 14º  | Sport                | 1,2%        | 2,55 milhões            |
| 15º  | Fluminense           | 1,1%        | 2,34 milhões            |
| 16º  | Paysandu             | 0,9%        | 1,91 milhão             |
| 17º  | Ceará                | 0,8%        | 1,70 milhão             |
| 18º  | Vitória              | 0,7%        | 1,49 milhão             |
| 19º  | Seleção Brasileira   | 0,7%        | 1,49 milhão             |
| 20º  | Santa Cruz           | 0,6%        | 1,27 milhão             |
| 21º  | Athletico Paranaense | 0,5%        | 1,06 milhão             |
| 22º  | América-MG           | 0,4%        | 853 mil                 |
| 23º  | Remo                 | 0,4%        | 853 mil                 |
| 24º  | Goiás                | 0,3%        | 639 mil                 |
| 25º  | Botafogo-SP          | 0,3%        | 639 mil                 |
| 26°  | Coritiba             | 0,3%        | 639 mil                 |
|      | Outros               | 2,3%        | 4,90 milhões            |

- Margem de erro de 2,0 p.p. (geral)

## Datascript

### 2014
Pesquisa realizada pelo instituto Datascript em agosto de 2014. Foram entrevistadas 6 000 pessoas em 112 municípios brasileiros. A faixa etária escolhida foi acima de 16 anos.
| Pos. | Clube            | Torcida (%) | Torcida (numericamente) |
| ---- | ---------------- | ----------- | ----------------------- |
| 1º   | Flamengo         | 18,1%       | 36.386.921              |
| 2º   | Corinthians      | 14,5%       | 29.149.743              |
| 3º   | São Paulo        | 8,2%        | 16.484.582              |
| 4º   | Palmeiras        | 5,8%        | 14.659.897              |
| 5º   | Vasco            | 4,8%        | 11.649.570              |
| 6º   | Grêmio           | 3,8%        | 8.237.177               |
| 7º   | Cruzeiro         | 3,6%        | 8.045.243               |
| 8º   | Santos           | 3,0%        | 7.030.981               |
| 9º   | Atlético Mineiro | 2,9%        | 6.829.948               |
| 10º  | Internacional    | 2,6%        | 5.226.850               |
| 11º  | Fluminense       | 1,8%        | 3.618.588               |
| 12º  | Botafogo         | 1,7%        | 3.417.556               |

- Margem de erro de 1,0 p.p.

## Ibope

### 2018
Atendendo a um pedido dos maiores clubes do Brasil, o Ibope Repucom realizou uma pesquisa em junho, julho e agosto de 2017. O instituto entrevistou 6.006 pessoas das classes socioeconômicas A, B, C, D e E, com 16 anos ou mais, totalizando 159,7 milhões de indivíduos. Destes, 110,4 milhões gostam de futebol e torcem para algum clube. Os resultados foram divulgados sem as casas decimais e com  margem de erro de 2%.
O resultado, que foi divulgado em maio de 2018, trouxe 2 novidades. Além de contabilizar os chamados "torcedores assumidos", ela incluiu os chamados "simpatizantes" (ou seja, quantas pessoas apontam determinado time como seu "segundo time"), e também revelou para qual clube estrangeiro os brasileiros se simpatizam.
Sobre os "simpatizantes", os dados mostram que a Chapecoense, depois da tragédia que vitimou quase toda a equipe em novembro de 2016, foi adotada por muitos torcedores como seu segundo time. Um outro ponto importante dessa pesquisa é que, apesar da crença de que muitos torcedores do Flamengo fora do Sudeste são na verdade "simpatizantes", a pesquisa demonstra que somente 19% dos torcedores do Flamengo são na verdade "simpatizantes", o terceiro menor valor entre os clubes brasileiros, e apenas 1 ponto percentual a mais que o do Corinthians.
Entre os clubes estrangeiros, o Barcelona aparece na primeira colocação, com 12,6 milhões de fãs brasileiros. O segundo é o Real Madrid, que tem 6,7 milhões de aficionados. O Paris Saint-Germain aparece em terceiro, com 600 mil fãs seguido pelo Bayern de Munique (345 mil), Chelsea (320 mil) e Manchester United (240 mil).
| Pos. | Clube               | Aficcionados (Em milhões) | %    |
| ---- | ------------------- | ------------------------- | ---- |
| 1º   | Flamengo            | 25,7                      | 23%  |
| 2º   | Corinthians         | 21                        | 19%  |
| 3º   | São Paulo           | 11                        | 10%  |
| 4º   | Palmeiras           | 10,2                      | 9%   |
| 5º   | Vasco               | 6,6                       | 6%   |
| 6º   | Grêmio              | 4,4                       | 4%   |
| 7º   | Santos              | 4                         | 4%   |
| 8º   | Cruzeiro            | 3,9                       | 4%   |
| 9º   | Internacional       | 3,5                       | 3%   |
| 10º  | Atlético Mineiro    | 3,4                       | 3%   |
| 11º  | Sport               | 1,9                       | 2%   |
|      | Fluminense          | 1,9                       | 2%   |
| 13º  | Bahia               | 1,8                       | 2%   |
|      | Botafogo            | 1,8                       | 2%   |
| 15º  | Vitória             | 1,2                       | 1%   |
| 16º  | Ceará               | 1,1                       | 1%   |
| 17º  | Santa Cruz          | 1,0                       | 1%   |
| 18º  | Atlético Paranaense | 0,8                       | 1%   |
| 19º  | Paysandu            | 0,5                       | 0,5% |
| 20º  | Fortaleza           | 0,4                       | 0,5% |

| Pos. | Clube       | Simpatizantes (Em milhões) | *Relação Torcedores / (Simpatizantes) (Torcedores + Simpatizantes = 100%) |
| ---- | ----------- | -------------------------- | ------------------------------------------------------------------------- |
| 1º   | Flamengo    | 6                          | 81% / (19%)                                                               |
| 2º   | Corinthians | 4,8                        | 82% / (18%)                                                               |
| 3º   | Palmeiras   | 3,4                        | 75% / (25%)                                                               |
| 4º   | São Paulo   | 3,3                        | 77% / (23%)                                                               |
| 5º   | Santos      | 2,0                        | 66% / (34%)                                                               |
| 6º   | Vasco       | 1,7                        | 79% / (21%)                                                               |
| 7º   | Botafogo    | 1,46                       | 55% / (45%)                                                               |
| 8º   | Bahia       | 1,41                       | 56% / (44%)                                                               |
| 9º   | Fluminense  | 1,3                        | 59% / (41%)                                                               |
| 10º  | Chapecoense | 1,22                       | 23% / (77%)                                                               |

### 2014
A 5ª Pesquisa LANCE!-Ibope de torcidas ouviu 7.005 pessoas em todo o Brasil, a partir de 10 anos de idade, em municípios de todos os tipos e tamanhos. A margem de erro é de 1,0 pontos percentuais, para mais ou para menos. Isso significa que os números podem ser 1,0 pontos percentuais acima ou abaixo daqueles apresentados na tabela.
| Pos. | Clube               | Torcida (%) | Torcida (numericamente) |
| ---- | ------------------- | ----------- | ----------------------- |
| 1º   | Flamengo            | 16,2%       | 32.567.299              |
| 2º   | Corinthians         | 13,6%       | 27.340.449              |
| 3º   | São Paulo           | 6,8%        | 16.670.224              |
| 4º   | Palmeiras           | 5,3%        | 14.654.733              |
| 5º   | Vasco               | 4,9%        | 13.237.177              |
| 6º   | Atlético            | 3,5%        | 9.932.014               |
| 7º   | Cruzeiro            | 3,1%        | 7.036.144               |
| 8º   | Grêmio              | 3,0%        | 6.030.981               |
| 9º   | Internacional       | 2,8%        | 5.628.915               |
| 10º  | Santos              | 2,4%        | 4.824.785               |
| 11º  | Fluminense          | 1,8%        | 3.618.588               |
| 12º  | Bahia               | 1,7%        | 3.417.556               |
|      | Botafogo            | 1,7%        | 3.417.556               |
| 14º  | Vitória             | 1,3%        | 2.613.425               |
| 15º  | Atlético Paranaense | 1,2%        | 2.412.392               |
|      | Sport               | 1,2%        | 2.412.392               |
| 17º  | Santa Cruz          | 1,0%        | 2.010.327               |
| 18º  | Ceará               | 0,8%        | 1.608.251               |

- Margem de erro de 1,0 p.p.

### 2010
A 4ª Pesquisa LANCE!-Ibope de torcidas ouviu 7.109 pessoas em todo o Brasil, a partir de 10 anos de idade, em 141 municípios de todos os tipos e tamanhos. A margem de erro é de 1,2 pontos percentuais, para mais ou para menos. Isso significa que os números podem ser 1,2 pontos percentuais acima ou abaixo daqueles apresentados na tabela.
| Pos. | Clube               | Torcida |
| ---- | ------------------- | ------- |
| 1º   | Flamengo            | 17,2%   |
| 2º   | Corinthians         | 13,4%   |
| 3º   | São Paulo           | 8,7%    |
| 4º   | Palmeiras           | 6,0%    |
| 5º   | Vasco               | 5,1%    |
| 6º   | Grêmio              | 4,0%    |
| 7º   | Cruzeiro            | 3,5%    |
| 8º   | Santos              | 2,7%    |
| 9º   | Atlético Mineiro    | 2,6%    |
| 10º  | Internacional       | 2,5%    |
| 11º  | Sport               | 1,7%    |
| 12º  | Bahia               | 1,6%    |
|      | Botafogo            | 1,6%    |
|      | Fluminense          | 1,6%    |
| 15º  | Vitória             | 1,2%    |
| 16º  | Fortaleza           | 0,8%    |
| 17º  | Atlético Paranaense | 0,6%    |
|      | Ceará               | 0,6%    |
|      | Santa Cruz          | 0,6%    |

- Margem de erro de 1,2 p.p.

### 2004
Lista das maiores torcidas do Brasil baseada em pesquisa do IBOPE encomendada pela revista Lance! divulgada em 4 de outubro de 2004 que entrevistou 7 300 pessoas, em todas as regiões do país.[carece de fontes?]
| Pos. | Clube               | Torcida |
| ---- | ------------------- | ------- |
| 1º   | Flamengo            | 18,1%   |
| 2º   | Corinthians         | 13,2%   |
| 3º   | São Paulo           | 7,3%    |
| 4º   | Palmeiras           | 6,5%    |
| 5º   | Vasco               | 5,5%    |
| 6º   | Cruzeiro            | 3,7%    |
| 7º   | Grêmio              | 3,5%    |
| 8º   | Santos              | 2,7%    |
| 9º   | Internacional       | 2,6%    |
| 10º  | Atlético Mineiro    | 2,0%    |
| 11º  | Botafogo            | 1,5%    |
| 12º  | Fluminense          | 1,2%    |
| 13º  | Bahia               | 1,1%    |
| 14º  | Sport               | 1,0%    |
|      | Vitória             | 1,0%    |
| 16º  | Remo                | 0,7%    |
| 17º  | Paysandu            | 0,6%    |
| 18º  | Atlético Paranaense | 0,5%    |
|      | Santa Cruz          | 0,5%    |
| 20º  | Seleção Brasileira  | 0,4%    |
| 21º  | Coritiba            | 0,3%    |
| 22º  | Juventude           | 0,2%    |
| 23º  | América-MG          | 0,1%    |

- Margem de erro de 1,2 p.p.

## Paraná Pesquisas
O Instituto Paraná Pesquisas realizou três pesquisas na população brasileira sobre o tema. A primeira delas teve os dados obtidos entre julho a dezembro de 2013 ao entrevistar 7 302 pessoas maiores de 16 anos em 258 municípios do Brasil. Foi publicada em janeiro de 2014, com margem de erro de 1,0 ponto percentual.
A segunda foi realizada a pedido do Globoesporte.com e publicada em abril de 2016, com margem de erro de 1,5 ponto percentual. Para esta, foram entrevistadas 4 066 pessoas maiores de 16 anos em 214 municípios de 24 estados do Brasil, no período entre março a abril de 2016.
A terceira foi publicada no Jornal O Globo em dezembro de 2016, com margem de erro não divulgada. Foram entrevistadas 10 500 de 22 estados e Distrito Federal, no período entre março a dezembro de 2016.
Na tabela abaixo, a posição apresentada é referente aos resultados da pesquisa mais recente do instituto.
| Pos. | Clube               | 2016-2 | 2016-1 | 2014   |
| ---- | ------------------- | ------ | ------ | ------ |
| 1º   | Flamengo            | 16,2%  | 16,5%  | 15,95% |
| 2º   | Corinthians         | 13,7%  | 13,6%  | 13,75% |
| 3º   | São Paulo           | 7,4%   | 7,9%   | 7,86%  |
| 4º   | Palmeiras           | 5,8%   | 5,6%   | 5,57%  |
| 5º   | Vasco da Gama       | 4,6%   | 4,5%   | 4,46%  |
| 6º   | Cruzeiro            | 4,0%   | 4,0%   | 4,16%  |
| 7º   | Grêmio              | 3,5%   | 3,3%   | 3,34%  |
| 8º   | Santos              | 3,1%   | 3,2%   | 3,14%  |
| 9º   | Atlético Mineiro    | 2,8%   | 2,8%   | 2,24%  |
| 10º  | Internacional       | 2,7%   | 2,6%   | 2,31%  |
| 11º  | Bahia               | 2,0%   | 1,8%   | 1,73%  |
| 12º  | Botafogo            | 1,7%   | 1,8%   | 1,79%  |
| 13º  | Fluminense          | 1,6%   | 1,6%   | 1,59%  |
| 14º  | Sport               | 1,3%   | 1,5%   | 1,89%  |
| 15º  | Ceará               | 1,1%   | 10,0%  | 0,33%  |
| 16º  | Atlético Paranaense | 0,8%   | 10,0%  | 0,58%  |
| 17º  | Fortaleza           | 0,8%   | 10,0%  | –      |
| 18º  | Vitória             | 0,8%   | 10,0%  | 0,74%  |
| 19º  | Coritiba            | 0,7%   | 10,0%  | 0,41%  |
| 20º  | Santa Cruz          | 0,7%   | 10,0%  | 0,74%  |
| –    | Náutico             | 5,1%   | 10,0%  | 0,45%  |
| –    | Goiás               | 5,1%   | 10,0%  | 0,36%  |
| –    | Paysandu            | 5,1%   | 10,0%  | 0,31%  |
|      | Outros              | 5,1%   | 10,0%  | 1,89%  |
|      | Nenhum              | 19,5%  | 19,4%  | 21,31% |
|      | Não sabe            | –      | –      | 3,12%  |

### Ranking dos mais odiados
Neste mesmo levantamento, o instituto pesquisou os clubes mais odiados do Brasil, através da pergunta "Qual é o time que você mais odeia?". Os resultados estão discriminados abaixo:
| Pos. | Clube                   | %     |
| ---- | ----------------------- | ----- |
| 1º   | Gosta de todos os times | 46,9% |
| 2º   | Corinthians             | 14,6% |
| 3º   | Flamengo                | 8,6%  |
| 4º   | Vasco da Gama           | 5,9%  |
| 5º   | Palmeiras               | 5,3%  |
| 6º   | São Paulo               | 3,2%  |
| 7º   | Atlético Mineiro        | 1,9%  |
| 8º   | Cruzeiro                | 1,6%  |
| 9º   | Internacional           | 1,6%  |
| 10º  | Grêmio                  | 1,4%  |
|      | Outros clubes           | 9,1%  |

## Pluri Pesquisas Esportivas
Em 2013 a Pluri realizou a pesquisa de torcidas brasileiras com a menor margem de erro até os dias atuais, apenas 0,68%. As pesquisas de 2012 e de 2020 tiveram margens de erro de 2,4% e 2,1% respectivamente, bem maiores, apresentando algumas distorções em relação a de 2013.

### 2020
Pesquisa realizada pela Pluri Stochos Pesquisas e Licenciamento Esportivo durante o ano de 2018 e divulgada em janeiro de 2020. Foram entrevistadas 12 745 pessoas. A pesquisa considerou a população Brasileira como sendo de 211 milhões para calcular o número de torcedores e a margem de erro foi de (2,1%), o que provoca distorções em relação à pesquisa de 2013 pela grande diferença entre as margens, embora não tenha resultado arredondado como algumas pesquisas de alguns outros institutos, o que aumenta as distorções.
| Pos. | Clube               | Torcida (%) | Torcida (numericamente) |
| ---- | ------------------- | ----------- | ----------------------- |
| 1º   | Flamengo            | 17,96%      | 37,90 milhões           |
| 2º   | Corinthians         | 13,44%      | 28,37 milhões           |
| 3º   | São Paulo           | 8,11%       | 17,12 milhões           |
| 4º   | Palmeiras           | 6,21%       | 13,12 milhões           |
| 5º   | Vasco               | 4,57%       | 9,65 milhões            |
| 6º   | Grêmio              | 3,80%       | 8,03 milhões            |
| 7º   | Cruzeiro            | 3,43%       | 7,24 milhões            |
| 8º   | Internacional       | 3,02%       | 6,39 milhões            |
| 9º   | Santos              | 2,60%       | 5,50 milhões            |
| 10º  | Atlético Mineiro    | 2,38%       | 5,03 milhões            |
| 11º  | Fluminense          | 1,39%       | 2,95 milhões            |
| 12º  | Botafogo            | 1,33%       | 2,82 milhões            |
| 13º  | Bahia               | 1,27%       | 2,68 milhões            |
| 14º  | Sport               | 1,14%       | 2,42 milhões            |
| 15º  | Vitória             | 0,71%       | 1,50 milhão             |
| 16º  | Atlético Paranaense | 0,61%       | 1,30 milhão             |
| 17º  | Ceará               | 0,52%       | 1,11 milhão             |
| 18º  | Santa Cruz          | 0,51%       | 1,09 milhão             |
| 19º  | Coritiba            | 0,50%       | 1,07 milhão             |
| 20º  | Fortaleza           | 0,47%       | 1,00 milhão             |
| 21º  | Goiás               | 0,37%       | 800 mil                 |
| 22º  | Paysandu            | 0,29%       | 630 mil                 |
| 23º  | Remo                | 0,25%       | 540 mil                 |
| 24º  | Vila Nova           | 0,24%       | 520 mil                 |
| 25º  | Paraná              | 0,19%       | 420 mil                 |
|      | Avaí                | 0,19%       | 410 mil                 |
|      | Náutico             | 0,19%       | 410 mil                 |
| 26º  | Figueirense         | 0,18%       | 390 mil                 |
|      | Nenhum              | 20,75%      | 43,8 milhões            |

- Margem de erro de 2,1 p.p.

### 2013: a de menor margem de erro
Pesquisa realizada pela Pluri Stochos Pesquisas e Licenciamento Esportivo entre novembro de 2012 e fevereiro de 2013 e publicada em 26 de março de 2013. Foram entrevistadas 21 049 pessoas. A faixa etária escolhida foi acima de 16 anos, sendo esta a pesquisa com a menor margem de erro já divulgada (0,68%).
| Pos. | Clube               | Torcida (%) | Torcida (numericamente) |
| ---- | ------------------- | ----------- | ----------------------- |
| 1º   | Flamengo            | 16,8%       | 33.773.495              |
| 2º   | Corinthians         | 14,6%       | 29.350.776              |
| 3º   | São Paulo           | 8,1%        | 22.283.649              |
| 4º   | Vasco               | 5,0%        | 16.131.991              |
| 5º   | Palmeiras           | 4,9%        | 15.850.602              |
| 6º   | Cruzeiro            | 3,8%        | 7.639.243               |
| 7º   | Santos              | 3,4%        | 6.835.112               |
| 8º   | Grêmio              | 3,0%        | 6.030.981               |
| 9º   | Atlético Mineiro    | 2,6%        | 5.226.850               |
| 10º  | Internacional       | 2,5%        | 5.025.817               |
| 11º  | Fluminense          | 1,8%        | 3.618.588               |
| 12º  | Botafogo            | 1,6%        | 3.216.523               |
| 13º  | Sport               | 1,2%        | 2.412.392               |
|      | Bahia               | 1,2%        | 2.412.392               |
| 15º  | Vitória             | 0,8%        | 1.608.251               |
|      | Santa Cruz          | 0,8%        | 1.608.251               |
| 17º  | Atlético Paranaense | 0,7%        | 1.407.228               |
| 18º  | Náutico             | 0,6%        | 1.206.196               |
|      | Paysandu            | 0,6%        | 1.206.196               |
| 20º  | Ceará               | 0,5%        | 1.005.163               |
| 21º  | Fortaleza           | 0,4%        | 804.125                 |
|      | Remo                | 0,4%        | 804.125                 |
|      | Coritiba            | 0,4%        | 804.125                 |
|      | Goiás               | 0,4%        | 804.125                 |
| 25º  | Avaí                | 0,3%        | 603.098                 |
|      | Figueirense         | 0,3%        | 603.098                 |
|      | Outros              | 2,3%        | 4.623.752               |
|      | Nenhum              | 20,8%       | 41.814.804              |

- Margem de erro de 0,68 p.p.

### 2012
Pesquisa realizada pela PLURI Consultoria em janeiro de 2012, com 10 545 pessoas de 144 cidades, sendo apenas um clube assinalado por pessoa, 21% dos entrevistados responderam não torcer para algum time.
A seguir, os números dos 30 clubes da lista.
| Pos. | Clube               | Torcida (milhões) | No próprio Estado | Fora do Estado |
| ---- | ------------------- | ----------------- | ----------------- | -------------- |
| 1º   | Flamengo            | 32,0              | 26%               | 74%            |
| 2º   | Corinthians         | 25,1              | 56%               | 44%            |
| 3º   | São Paulo           | 16,0              | 52%               | 48%            |
| 4º   | Palmeiras           | 12,6              | 55%               | 45%            |
| 5º   | Vasco               | 10,0              | 29%               | 71%            |
| 6º   | Grêmio              | 6,8               | 71%               | 29%            |
| 7º   | Cruzeiro            | 6,6               | 88%               | 12%            |
| 8º   | Internacional       | 6,4               | 76%               | 24%            |
| 9º   | Santos              | 6,4               | 60%               | 40%            |
| 10º  | Atlético Mineiro    | 4,6               | 91%               | 9%             |
| 11º  | Botafogo            | 3,3               | 56%               | 44%            |
|      | Fluminense          | 3,2               | 60%               | 40%            |
| 13º  | Bahia               | 2,4               | 96%               | 4%             |
| 14º  | Sport               | 2,2               | 96%               | 4%             |
| 15º  | Vitória             | 2,0               | 96%               | 4%             |
| 16º  | Santa Cruz          | 1,4               | 95%               | 5%             |
| 17º  | Atlético Paranaense | 1,2               | 91%               | 9%             |
| 18º  | Coritiba            | 1,1               | 94%               | 6%             |
| 19º  | Ceará               | 1,0               | 98%               | 2%             |
| 20º  | Fortaleza           | 0,9               | 95%               | 5%             |
| 21º  | Náutico             | 0,8               | 100%              | 0%             |
|      | Goiás               | 0,8               | 97%               | 3%             |
| 23º  | Vila Nova           | 0,6               | 100%              | 0%             |
| 24º  | Avaí                | 0,5               | 100%              | 0%             |
| 25º  | Figueirense         | 0,4               | 100%              | 0%             |
|      | Atlético Goianiense | 0,4               | 100%              | 0%             |
| 27º  | Paraná              | 0,3               | 100%              | 0%             |
| 28º  | Guarani             | 0,2               | 100%              | 0%             |
|      | Ponte Preta         | 0,2               | 100%              | 0%             |
| 30º  | Portuguesa          | 0,1               | 100%              | 0%             |

- Margem de erro de 2,4 p.p.

## Stochos Sports & Entertainment

### 2012
Pesquisa nacional realizada pela empresa Stochos Sports & Entertainment entre 2010 e 2012, em uma série de 12 entrevistas com 98.661 pessoas a partir dos 16 anos de idade e publicada pelo Portal Lancenet.
A seguir, os números dos sete clubes mais populares segundo esta pesquisa.
| Pos. | Clube       | Torcida |
| ---- | ----------- | ------- |
| 1º   | Flamengo    | 16,8%   |
| 2º   | Corinthians | 12,7%   |
| 3º   | São Paulo   | 8,0%    |
| 4º   | Palmeiras   | 5,5%    |
| 5º   | Vasco       | 4,8%    |
| 6º   | Cruzeiro    | 4,0%    |
| 7º   | Santos      | 3,6%    |

## Sensus

### 2007
Pesquisa realizada pela Sensus/CNT, um dos principais institutos de pesquisa do país, realizada em 24 estados e publicada em outubro de 2007 para verificar configuração de torcidas no Brasil. Esta foi a primeira e única vez em que o Instituto Sensus/CNT realizou uma pesquisa de torcida.
| Pos. | Clube            | Torcida |
| ---- | ---------------- | ------- |
| 1º   | Flamengo         | 14,4%   |
| 2º   | Corinthians      | 10,5%   |
| 3º   | São Paulo        | 8,0%    |
| 4º   | Palmeiras        | 7,2%    |
| 5º   | Vasco            | 5,0%    |
| 6º   | Grêmio           | 3,9%    |
| 7º   | Santos           | 3,7%    |
| 8º   | Cruzeiro         | 3,3%    |
| 9º   | Internacional    | 2,1%    |
| 10º  | Botafogo         | 1,8%    |
| 11º  | Atlético Mineiro | 1,5%    |
|      | Fluminense       | 1,5%    |
| 13º  | Sport            | 1,0%    |

- Margem de erro de 3,0 p.p.

## TNS

### 2008
Segundo pesquisa realizada pela TNS Sports encomendada pela revista Placar com 3 503 pessoas. Nessa pesquisa foi excluído o interior do Rio Grande do Sul e por esse motivo Internacional e Grêmio não estão entre os dez primeiros.
| Pos. | Clube       | Torcida |
| ---- | ----------- | ------- |
| 1º   | Flamengo    | 15,34%  |
| 2º   | Corinthians | 14,83%  |
| 3º   | São Paulo   | 11,89%  |
| 4º   | Palmeiras   | 8,58%   |
| 5º   | Vasco       | 4,47%   |
| 6º   | Santos      | 3,80%   |
| 7º   | Atlético    | 3,40%   |
| 8º   | Cruzeiro    | 3,38%   |
| 9º   | Botafogo    | 2,12%   |
| 10º  | Fluminense  | 1,66%   |

- Margem de erro de 1,4 p.p.

## Redes Sociais
Dados coletados pelo  IBOPE  sobre os Clubes Brasileiros com mais seguidores no Facebook, X, Instagram, YouTube e Tik Tok.

### Facebook
| Pos. | Clube                | Seguidores |
| ---- | -------------------- | ---------- |
| 1º   | Flamengo             | 13.000.000 |
| 2º   | Corinthians          | 11.000.000 |
| 3º   | São Paulo            | 6.900.000  |
| 4º   | Palmeiras            | 5.200.000  |
| 5º   | Santos               | 4.000.000  |
| 6º   | Chapecoense          | 3.500.000  |
| 7º   | Atlético Mineiro     | 3.400.000  |
| –    | Grêmio               | 3.400.000  |
| –    | Vasco da Gama        | 3.200.000  |
| 10º  | Cruzeiro             | 3.100.000  |
| 11º  | Internacional        | 2.600.000  |
| 12º  | Fluminense           | 2.000.000  |
| 13º  | Botafogo             | 1.400.000  |
| 14º  | Athletico Paranaense | 1.100.000  |
| 15º  | Bahia                | 1.100.000  |
| 16º  | Fortaleza            | 1.000.000  |
| 17º  | Sport                | 1.000.000  |
| 18º  | Ceará                | 953.000    |
| 19º  | Vitória              | 723.000    |
| 20º  | Santa Cruz           | 536.000    |

### X
| Pos. | Clube                | Seguidores |
| ---- | -------------------- | ---------- |
| 1º   | Flamengo             | 10.887.399 |
| 2º   | Corinthians          | 7.899.024  |
| 3º   | São Paulo            | 4.930.164  |
| 4º   | Palmeiras            | 3.814.212  |
| 5º   | Grêmio               | 3.138.990  |
| 6º   | Santos               | 3.104.194  |
| 7º   | Vasco da Gama        | 2.762.323  |
| 8º   | Cruzeiro             | 2.636.735  |
| 9º   | Atlético Mineiro     | 2.632.252  |
| 10º  | Internacional        | 1.944.037  |
| 11º  | Sport                | 1.696.001  |
| 12º  | Bahia                | 1.607.265  |
| 13º  | Fluminense           | 1.572.237  |
| 14º  | Botafogo             | 1.496.410  |
| 15º  | Athletico Paranaense | 1.217.433  |
| 16º  | Vitória              | 1.153.086  |
| 17º  | Coritiba             | 979.592    |
| 18º  | Goiás                | 663.110    |
| 19º  | Figueirense          | 651.040    |
| 20º  | Chapecoense          | 598.306    |

### Instagram
| Pos. | Clube                | Seguidores |
| ---- | -------------------- | ---------- |
| 1º   | Flamengo             | 20.485.554 |
| 2º   | Corinthians          | 11.932.305 |
| 3º   | Palmeiras            | 6.857.102  |
| 4º   | São Paulo            | 6.832.748  |
| 5º   | Vasco da Gama        | 3.520.306  |
| 6º   | Santos               | 3.487.622  |
| 7º   | Grêmio               | 3.431.332  |
| 8º   | Atlético Mineiro     | 3.108.693  |
| 9º   | Cruzeiro             | 2.904.578  |
| 10º  | Fluminense           | 2.535.995  |
| 11º  | Internacional        | 2.187.340  |
| 12º  | Chapecoense          | 1.823.605  |
| 13º  | Vitória              | 1.723.290  |
| 14º  | Bahia                | 1.690.521  |
| 15º  | Fortaleza            | 1.602.122  |
| 16º  | Botafogo             | 1.499.967  |
| 17º  | Sport                | 1.461.778  |
| 18º  | Ceará                | 1.401.079  |
| 19º  | Athletico Paranaense | 880.269    |
| 20º  | Paysandu             | 803.866    |

### YouTube
| Pos. | Clube                | Inscritos |
| ---- | -------------------- | --------- |
| 1º   | Flamengo             | 7.040.000 |
| 2º   | Corinthians          | 2.170.000 |
| 3º   | Palmeiras            | 2.200.000 |
| 4º   | São Paulo            | 1.920.000 |
| 5º   | Vasco da Gama        | 1.380.000 |
| 6º   | Santos               | 1.280.000 |
| 7º   | Grêmio               | 943.000   |
| 8º   | Fluminense           | 835.000   |
| 9º   | Atlético Mineiro     | 721.000   |
| 10º  | Cruzeiro             | 629.000   |
| 11º  | Botafogo             | 579.000   |
| 12º  | Internacional        | 397.000   |
| 13º  | Bahia                | 332.000   |
| 14º  | Athletico Paranaense | 269.000   |
| 15º  | Fortaleza            | 259.000   |
| 16º  | Paysandu             | 208.000   |
| 17º  | Ceará                | 194.000   |
| 18º  | Sport                | 192.000   |
| 19º  | Remo                 | 191.000   |
| 20º  | Vitória              | 157.000   |

### Tik Tok
| Pos. | Clube            | Seguidores |
| ---- | ---------------- | ---------- |
| 1º   | Flamengo         | 8.400.000  |
| 2º   | Palmeiras        | 4.400.000  |
| 3º   | Corinthians      | 4.200.000  |
| 4º   | Vasco da Gama    | 3.000.000  |
| 5º   | Fluminense       | 2.400.000  |
| 6º   | Santos           | 2.100.000  |
| 7º   | São Paulo        | 1.800.000  |
| 8º   | Atlético Mineiro | 1.500.000  |
| 9º   | Grêmio           | 1.100.000  |
| 10º  | Cruzeiro         | 1.000.000  |
| 11º  | Sport            | 909.800    |
| 12º  | Botafogo         | 903.300    |
| 13º  | Fortaleza        | 740.500    |
| 14º  | Internacional    | 721.200    |
| 15º  | Bragantino       | 655.100    |
| 16º  | Íbis             | 594.300    |
| 17º  | Bahia            | 572.500    |
| 18º  | Vitória          | 572.000    |
| 19º  | Ceará            | 558.400    |
| 20º  | Avaí             | 533.600    |

### Combinado
| Pos. | Clube                | Seguidores |
| ---- | -------------------- | ---------- |
| 1º   | Flamengo             | 59.812.893 |
| 2º   | Corinthians          | 37.201.329 |
| 3º   | Palmeiras            | 22.491.314 |
| 4º   | São Paulo            | 22.382.912 |
| 5º   | Santos               | 13.898.816 |
| 6º   | Vasco da Gama        | 13.674.655 |
| 7º   | Grêmio               | 12.000.504 |
| 8º   | Atlético Mineiro     | 11.361.965 |
| 9º   | Cruzeiro             | 10.370.313 |
| 10º  | Fluminense           | 9.343.232  |
| 11º  | Internacional        | 7.849.577  |
| 12º  | Chapecoense          | 6.175.311  |
| 13º  | Botafogo             | 5.878.677  |
| 14º  | Sport                | 5.259.579  |
| 15º  | Bahia                | 5.202.286  |
| 16º  | Vitória              | 4.328.376  |
| 17º  | Fortaleza            | 4.064.606  |
| 18º  | Athletico Paranaense | 3.980.202  |
| 19º  | Ceará                | 3.570.868  |
| 20º  | Coritiba             | 2.272.433  |